# Îlet du Céron
L'îlet de Céron est une île de Martinique, appartenant administrativement à Sainte-Luce.

## Géographie
L'îlet du Céron est un îlet situé au large de l'anse Céron qui lui a donné son nom. C'est une curiosité écosystémique peu fréquente qui fait l'objet d'une surveillance et protection de la part du Conservatoire du littoral.
L'îlet de forme allongée et d'une superficie d'environ 5 hectares est constitué d'un banc de sédiment (sable biogénique et vase). Son point culminant est à 5 mètres au-dessus du niveau de la mer.

## Histoire
L'îlet inhabité est à 5 minutes du mouillage le plus proche ; trois entrées permettent l'accostage des barques de pêche.
Sa végétation est constituée d'une mangrove colluvionnaire qui occupe plus de 85% de la surface. Elle est principalement constituée de palétuviers rouges et palétuviers noirs. A proximité s’est développée une végétation dite d’arrière-mangrove dont le représentant principal est le palétuvier gris. La frange externe de l’îlet repose sur un substrat vaseux relativement gras et collant.
Parmi la faune terrestre présente se rencontrent le lézard anoli et les crabes violonistes, de terre et "mantou". La tourterelle à queue carrée est l’oiseau le plus commun.
L'îlet du Céron est géré par l'Office national des forêts.